# Catapodium marinum
Catapodium marinum là một loài thực vật có hoa trong họ Hòa thảo. Loài này được (L.) C.E.Hubb. mô tả khoa học đầu tiên năm 1954.